# Rodopsin

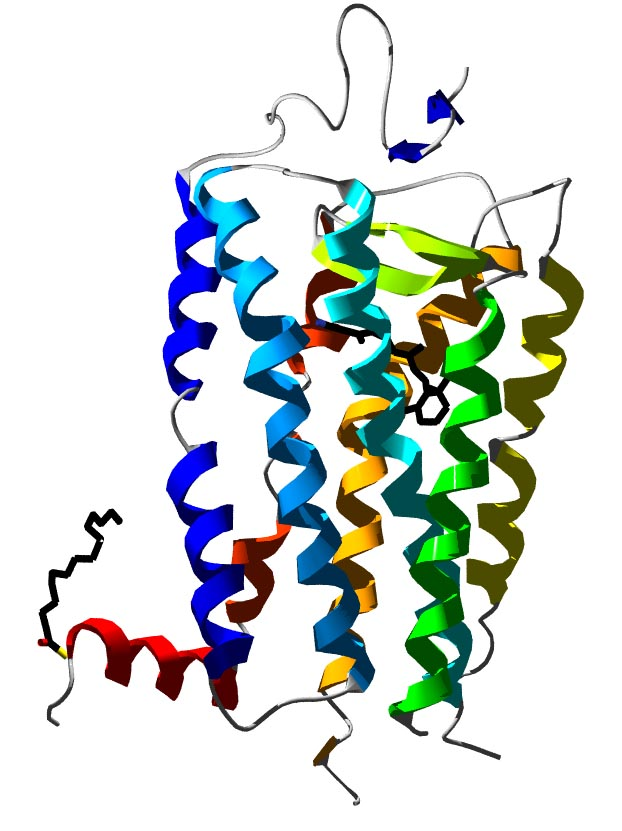
NMR Rodopsinets struktur hos klövdjur

Rodopsin eller synpurpur är ljuskänsliga G-proteinkopplade receptorer i ögat, som gör det möjligt att se även vid svaga ljusförhållanden. De är purpurröda molekyler som utgörs av så kallade stavopsiner och retinaldehyd. Rodopsiner finns i de ljuskänsliga cellerna i ögats näthinna, stavarna. Havslevande bakterier har visat sig använda rodopsiner för att hämta solenergi.
I omgivningar med svag belysning sker det en adaption i ögat, så att ögat anpassar sig till mörkret genom att det gradvis i stavarna byggs upp mer och mer synpurpur. Detta är orsaken till att synen stadigt (under ca 30 min) förbättras i mörka omgivningar. 
I starkt ljus spaltas rodopsin, och detta är förenklat uttryckt den utlösande faktorn till en aktionspotential.
Rodopsin kräver bland annat A-vitamin för att kunna byggas upp; brist på vitaminen kan därför medföra nattblindhet.

## Bakteriella rodopsiner
Vissa prokaryoter ger ifrån sig protonpumpar som kallas bakterierodopsiner, proteorodopsiner och xanthorodopsiner för att utföra fototrofi. Likt djurs visuella pigment, innehåller dessa en retinal kromofor (fastän den är all-trans, snarare än 11-cis form) och har sju transmembranproteina alfahelixar; De är dock inte kopplade till ett G protein. Prokaryota halorodopsiner är ljusaktiverade kloridpumpar. Encelliga flagellat alger innehåller kanalrodopsiner, vilka uppträder som ljus-styrda katjonskanaler, när de avges i heterologa system. Många andra pro- och eukaryota organismer (särskilt svamp såsom Neurospora) avger rodopsin jonpumpar eller sensoriska rodopsiner av hittills okänd funktion. Medan alla mikrobiella rodopsiner har signifikant sekvenshomologi till varandra, har de ingen detekterbar sekvens homologi till den G-protein-coupled receptor (GPCR) familjen, till vilken djurs visuella rodopsiner hör. Mikrobiologiska rodopsiner och GPCRer är möjligen evolutionärt relaterade, baserat på deras tre-dimensionella strukturers likhet. De har därför hänförts till samma superfamilj i Structural Classification of Proteins (SCOP).